# 塞克斯图斯·尤利乌斯·凯撒 (前157年执政官)
塞克斯图斯·尤利乌斯·凯撒（拉丁語：Sextus Julius Caesar，?—?），罗马共和国政治家，尤利乌斯·凯撒家族第一位担任执政官的成员，他于公元前157年在任。

## 家族
根据其家系，我们得知其父亲也叫塞克斯图斯，爷爷叫卢基乌斯。根据其家系重构，古典学者威廉·德鲁曼推测其是前181年军事护民官塞克斯图斯·尤利乌斯·凯撒之子，他的爷爷卢基乌斯虽然毫不知名，但后者是前208年裁判官塞克斯图斯的儿子。然而如今的更多文章开始认为这位军事护民官和执政官同为一人，而他的父亲才是208年的裁判官。
塞克斯图斯至少有一位兄弟，其中之一是前183年裁判官卢基乌斯。可能还有一位是元老院成员盖乌斯，即后来独裁官尤利烏斯·凱撒的曾祖父。

## 生平
依照第二种说法，前181年塞克斯图斯成为资深执政官卢基乌斯·埃米利乌斯·保卢斯·马其顿尼库斯手下的一位军事护民官。前170年，作为使节出使色雷斯，以恢复阿布德拉人的自由，并搜寻遣返那些被卖做奴隶的人。前165年，成为市政官之一。他还当选为裁判官，时间虽不确切，但是不晚于前160年。
前157年，塞克斯图斯成为尤利乌斯·凯撒家族第一位成为执政官的成员。其同事为路奇烏斯·奧列利烏斯·歐列斯特斯。其任职年份基本平安无事，之前一年，卡帕多细亚被废黜的君主阿里阿拉特来到罗马寻求支持以恢复权位。
在其任后十年，即前147年，欧列斯特斯被派往仲裁亚该亚同盟与拉科尼亚的争纷。他自同盟中移除了几个城镇，但却导致科林斯的暴动，以及对使者的袭击。作为回应，前同事塞克斯图斯作为团长带领了第二个代表团前往，谴责亚该亚人并继续谈判解决争端。不过其努力被亚该亚将军克里托勞斯打破。次年，同盟起事反对罗马，但在亞該亞戰爭中被果断击败。同盟瓦解，希腊本土的大部分地区都被并入罗马共和国。

### 脚注
1. 1 2 3 4 5  Dictionary of Greek and Roman Biography and Mythology, vol. I, pp. 536, 537.
2. 1 2 3 4 5  Broughton, vol. I. pp. 446, 447.
3. 1 2  Drumann, p. 113.
4. ↑  Livy, xl. 27.
5. ↑  Broughton, vol. I. p. 385.
6. ↑  Livy, xliii. 4.
7. ↑  Broughton, vol. I, p. 421.
8. ↑  Fasti Capitolini.
9. ↑  Pliny, xxxiii. 17 s. 55.
10. ↑  Polybius, xxxii. 5 s. 10.
11. ↑  Polybius, xxxviii. 9–10.
12. ↑  Cassius Dio, fragmentum 72.
13. ↑  Broughton, vol. I, p. 465.
14. ↑  Broughton, vol. I, p. 466.
15. ↑  Cambridge Ancient History, vol. VIII2. p. 322.

### 书籍
- Titus Livius. . .
- Gaius Plinius Secundus (Pliny the Elder), Naturalis Historia (Natural History), book xxxiii.
- Polybius, The Histories, book xxxii.
- Lucius Cassius Dio Cocceianus (Cassius Dio), Roman History, fragmenta.
- Wilhelm Drumann, Geschichte Roms in seinem Übergang von der republikanischen zur monarchischen Verfassung, oder: Pompeius, Caesar, Cicero und ihre Zeitgenossen, Königsberg (1834–1844).
- "Caesar" and "Sextus Julius Caesar" (nos. 4 & 6)], in the Dictionary of Greek and Roman Biography and Mythology, William Smith, ed., Little, Brown and Company, Boston (1849).
- T. Robert S. Broughton（英语：Thomas Robert Shannon Broughton）, The Magistrates of the Roman Republic, American Philological Association (1952).
- The Cambridge Ancient History（英语：The Cambridge Ancient History）, Frank Adcock（英语：Frank Adcock） and S. A. Cook, eds., Cambridge University Press (1924–1939), vol. VIII.